# Девушки без границ
«Девушки без границ» (нем. Mädchen ohne Grenzen) — западногерманский фильм 1955 года режиссёра Гезы фон Радваньи.

## Сюжет
Юная Хельга Грубер работает стюардессой, является близким другом своего коллеги, пилота Георга. Однажды Хельга знакомится с пассажиром, умным и красивым промышленником Эриком. Они влюбляются друг в друга. Эрик делает Хельге предложение. Но она узнаёт, что у него есть жена, которая парализована после несчастного случая, и, кроме того, он ещё является отцом ребенка. Вскоре во время другого рейса происходит авиакатастрофа, пилот совершает аварийную посадку. Пассажирам удаётся покинуть горящий самолёт. Но на борту также есть парализованная женщина Мария, жена Эрика. Хельга, зная об этом, и понимая, что Мария — преграда перед её браком с Эриком, проявляет человечность и выполняет свой долг, и спасает Марию. Эрик после спасения жены понимает, что она нужна ему и ребёнку. Хельга видит, что у неё не будет общего будущего с Эриком и возвращается к Георгу.

## В ролях
- Соня Циман — Хельга Грубер
- Иван Десни — Эрик Йонсон
- Барбара Рюттинг — Мария Йонсон
- Клаус Бидерштадт — Георг Хартман
- Мария Себальдт — Лисси Ведекинд
- Михаэль Яниш — Олаф Хагерлунд
- Жинетт Пиджен — Марион

В эпизодической роли появляется тогда ещё неизвестный актёр Луи де Фюнес.